# Hoya compacta
Hoya compacta är en oleanderväxtart som beskrevs av C.M. Burton. Hoya compacta ingår i släktet Hoya och familjen oleanderväxter. Inga underarter finns listade i Catalogue of Life.